# Burlington (Colorado)
Burlington és una població dels Estats Units, seu del comtat de Kit Carson, a l'estat de Colorado. Segons el cens del 2000 tenia 3.678 habitants.

## Demografia
Segons el cens del 2000, Burlington tenia 3.678 habitants, 1.287 habitatges, i 840 famílies. La densitat de població era de 676,2 habitants per km².
Per edats la població es repartia de la següent manera: un 25,2% tenia menys de 18 anys, un 8,6% entre 18 i 24, un 32,8% entre 25 i 44, un 19,7% de 45 a 60 i un 13,7% 65 anys o més.
L'edat mediana era de 36 anys. Per cada 100 dones de 18 o més anys hi havia 126,2 homes.
La renda mediana per habitatge era de 33.854 $ i la renda mediana per família de 42.500 $. Els homes tenien una renda mediana de 29.167 $ mentre que les dones 19.018 $. La renda per capita de la població era de 16.054 $. Entorn del 12,2% de les famílies i el 14,8% de la població estaven per davall del llindar de pobresa.

## Poblacions més properes
El següent diagrama mostra les poblacions més properes.